# Admiração

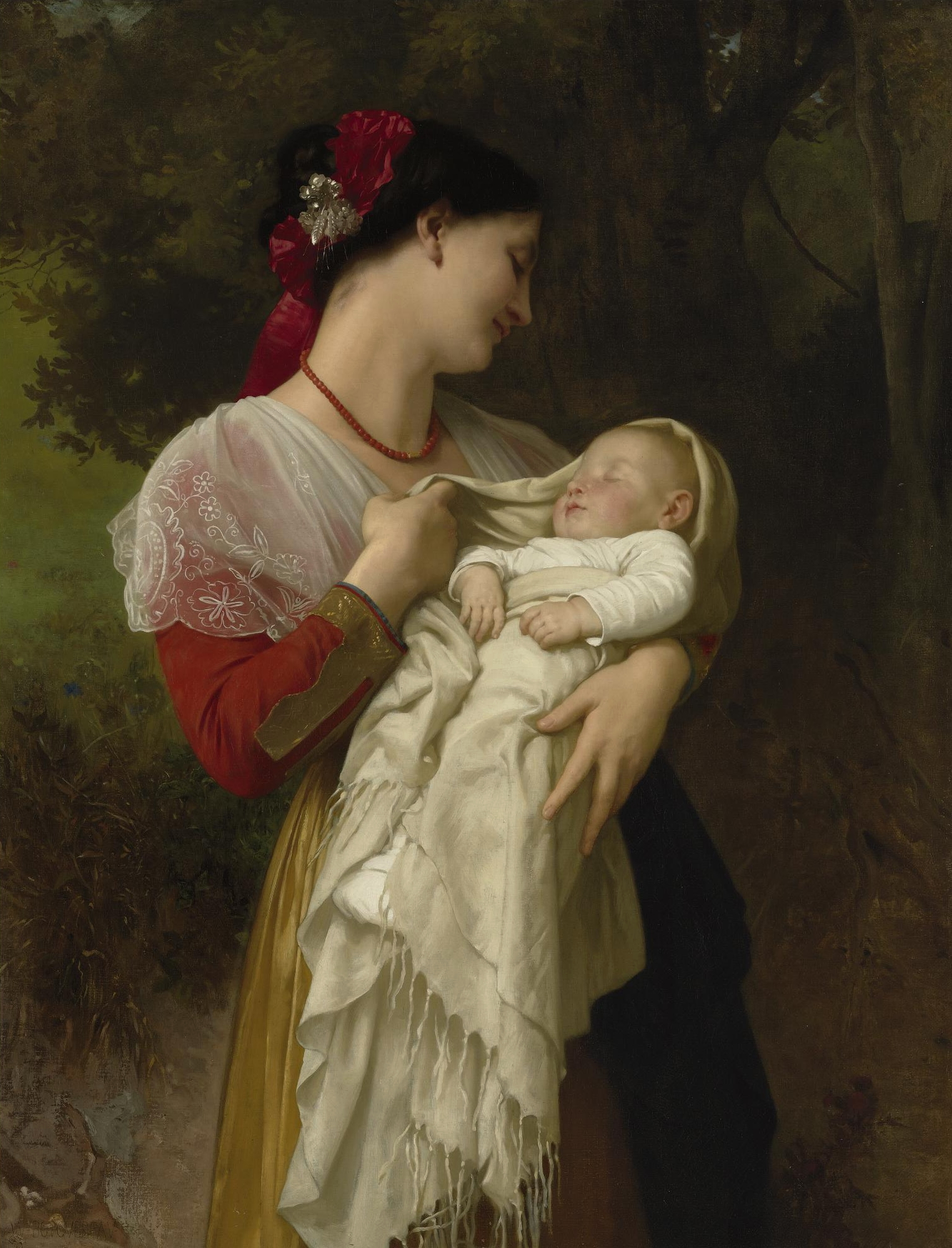
"Admiração materna", de William-Adolphe Bouguereau (1825-1905)

Admiração (do termo latino admiratione) é um sentimento de assombro, surpresa, espanto ou afeto diante de algo.

## Na filosofia
Na filosofia, a admiração ou espanto é o princípio fundamental para começar a filosofar, ou seja, é um processo atractivo através do qual não passamos indiferentes perante qualquer coisa, mas colocamo-nos em movimento, partindo de coisas simples para coisas mais complexas, terminando no conhecimento de si, como desconhecendo-se ("só sei que nada sei", como disse Sócrates) ou desconhecendo as coisas. Assim, admirar-se perante qualquer coisa é ter a capacidade de problematizar o que parecia evidente, procurando esclarecer o que se apresenta como obscuro.